# Az elátkozott örökség
Az elátkozott örökség (The Curse of Sleeping Beauty) 2016-os amerikai horrorfilm Pearry Reginald Teo rendezésében. A film írói Teo és Josh Nadler. A főszerepben Ethan Peck, India Eisley és Natalie Hall látható. A film Csipkerózsika történetének feldolgozása.
A forgatás Los Angelesben zajlott. Amerikában 2016. május 13-án mutatták be.

## Rövid történet
Egy férfi örököl egy villát - és ezzel együtt egy ősi átkot is. Miközben démonokkal harcol, hogy rendben tartsa a házat, megpróbálja felébreszteni a gyönyörű Briar Rose-t, hogy megmentse őt egy félelmetes világtól.

## Szereplők
- Ethan Peck: Thomas Kaiser, ki elhunyt nagybátyjától eqy rejtélyes birtokot örököl
- India Eisley: Csipkerózsika, ki évszázadok óta alussza álmát a házban
- Natalie Hall: Linda, kinek testvére a házban tűnt el
- Bruce Davison: Richard
- Scott Alan Smith: Billings

## Fogadtatás
A film negatív kritikákat kapott. A Rotten Tomatoes honlapján 15%-os értékelést ért el 13 kritika alapján, és 3.9 pontot szerzett a tízből. Az IMDb oldalán 4.2-es pontszámmal rendelkezik. A Forbes magazin kritikusa, Luke Thompson negatív kritikával illette. Frank Scheck, a The Hollywood Reporter kritikusa szerint egy "vacak horrorfilm, amitől elalszik az ember".